# Mediunidade

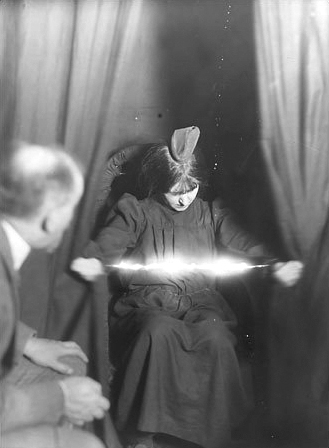
A médium Eva Carrière com estrutura ectoplasmática (materialização) na cabeça. Fotografia tirada em 1912 pelo pesquisador parapsicológico alemão Albert von Schrenck-Notzing (1862 – 1929).

Mediunidade, ou canalização, é a prática de supostamente mediar a comunicação entre os espíritos dos mortos e pessoas vivas. Os praticantes são conhecidos como "médiuns". Entre as formas mais conhecidas de mediunidade estão o transe, as mesas girantes e o tabuleiro ouija.
Apesar de ser uma crença disseminada pela maioria das sociedades ao longo da história humana, foi a partir do século XIX que a mediunidade começou a ser um objeto de intensa investigação científica. Investigações durante este período revelaram grande número de fraudes, com alguns praticantes empregando técnicas conhecidas de ilusionismo, e a prática começou a perder credibilidade. Apesar de não haver consenso da comunidade científica acerca dos fenômenos mediúnicos, a prática ainda é popular ao redor do mundo.
Espiritualistas alegam que quando espíritos desejam comunicar-se, podem entrar em contato com a mente do médium ativo, e, assim, se comunicar por várias formas, como oralmente (psicofonia), pela escrita (psicografia), ou ainda se fazendo visível ao médium (vidência). Também afirmam existir a mediunidade de psicometria, que consiste em um médium ler impressões e recordações pelo contato com objetos comuns; e a mediunidade de cura, que se refere ao alegado poder de curar ou aliviar os males pela imposição das mãos ou pela prece.
Objeto de estudo da pseudociência da parapsicologia, o consenso científico atual não suporta as alegações deste e de outros supostos fenômenos paranormais.